# Río Sheksná
El río Sheksná (del ruso: Шексна) es un río del óblast de Vólogda, un afluente por la orilla izquierda del río Volga.

## Geografía
El río es el principal emisario del lago Béloye, localizado a 120 m de altitud, y desemboca en el río Volga a la altura del gran embalse de Rýbinsk (a 102,4 m), cerca de la ciudad de Cherepovéts. El Sheksná tiene una longitud de 139 km, drena una cuenca hidrográfica de 19.000 km² y tiene un caudal de 172 m³/s, medido a 28 km de su desembocadura. Si se considera con sus fuentes, el sistema Sheksná—lago Béloye—río Kema—lago Kémskoye (Кемское озеро)—río Soyda (Сойда) —lago Soydózero (Сойдозеро) (y sus pequeñas fuentes), se alcanzan los 441 km (139+55+150+12+69+16).
El río permanece congelado desde noviembre a finales de abril/principios de mayo.
El Sheksná forma parte de la vía navegable Volga-Báltico, habiéndose construido en 1964 el gran embalse de Sheksná para facilitar la navegación.

## Galería de imágenes

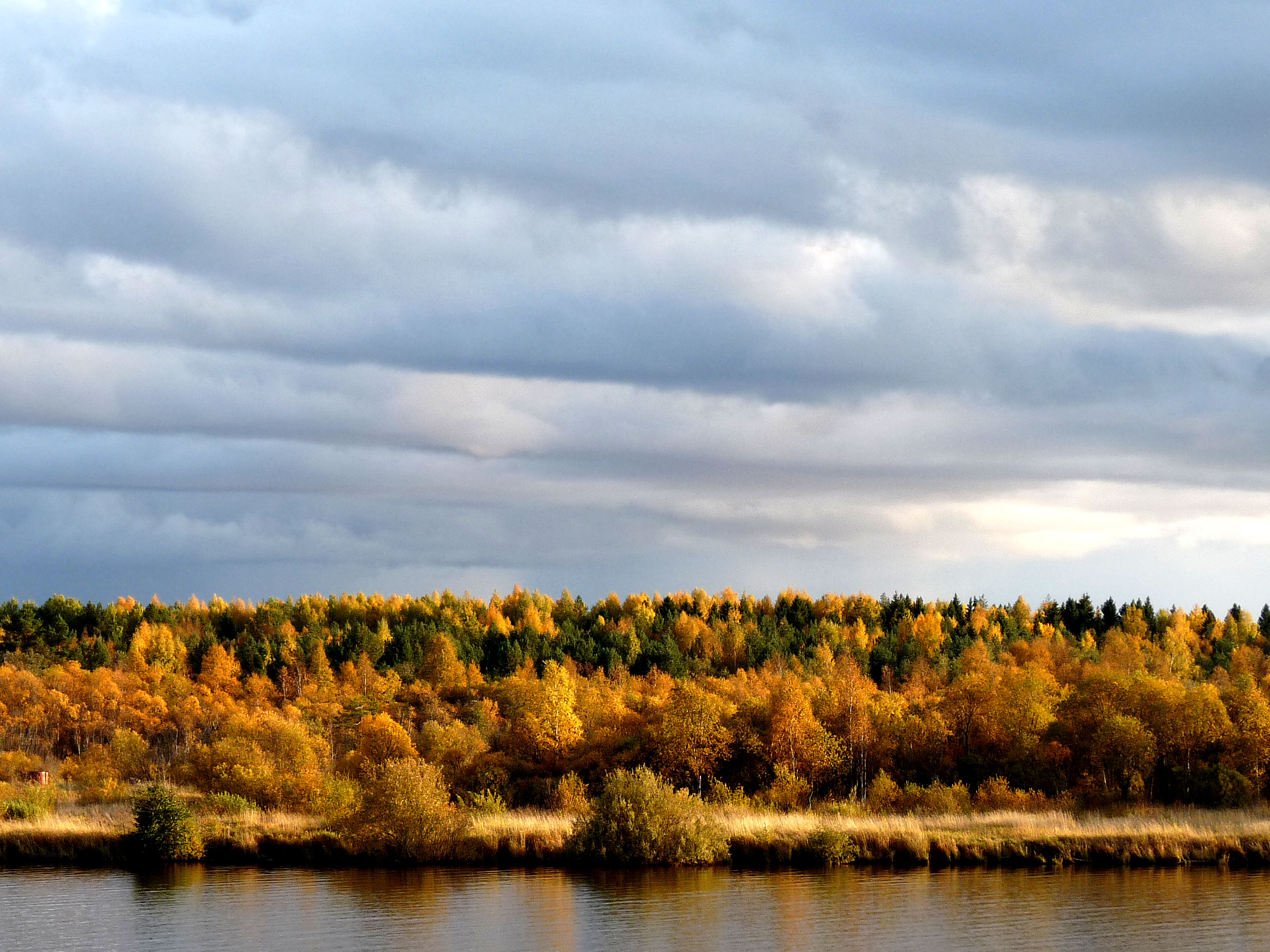
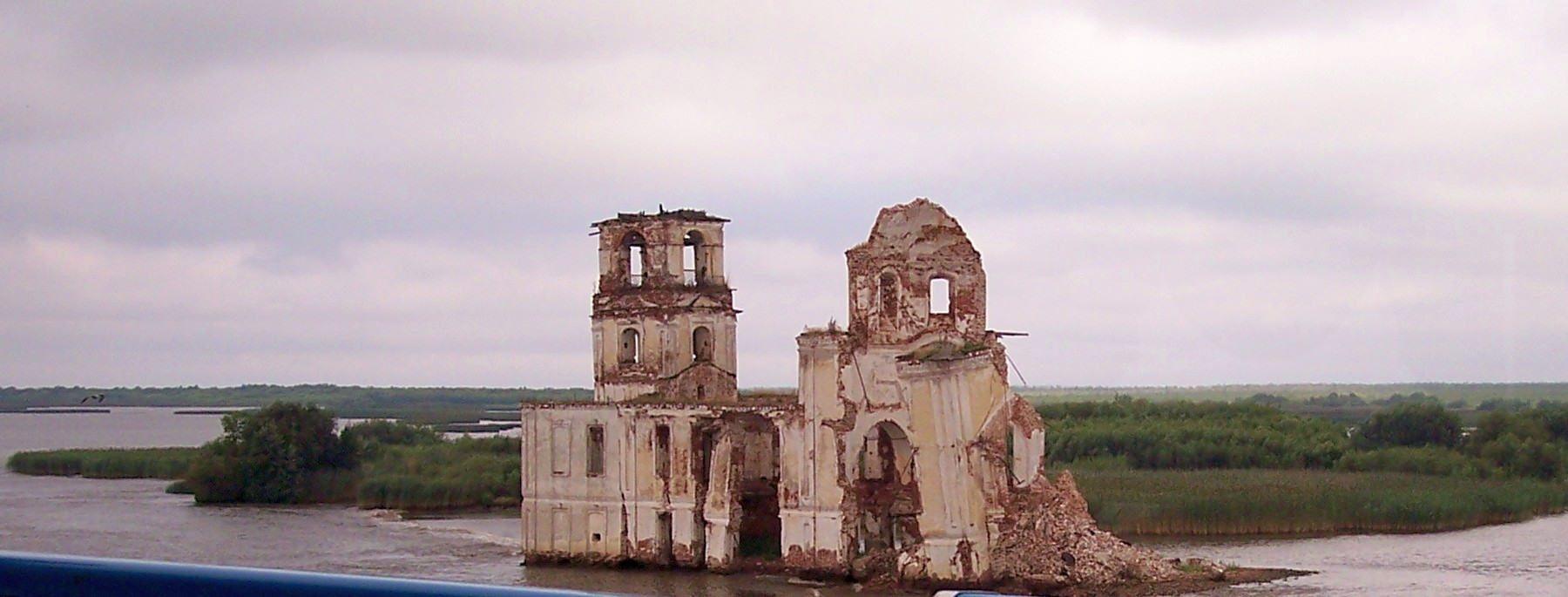
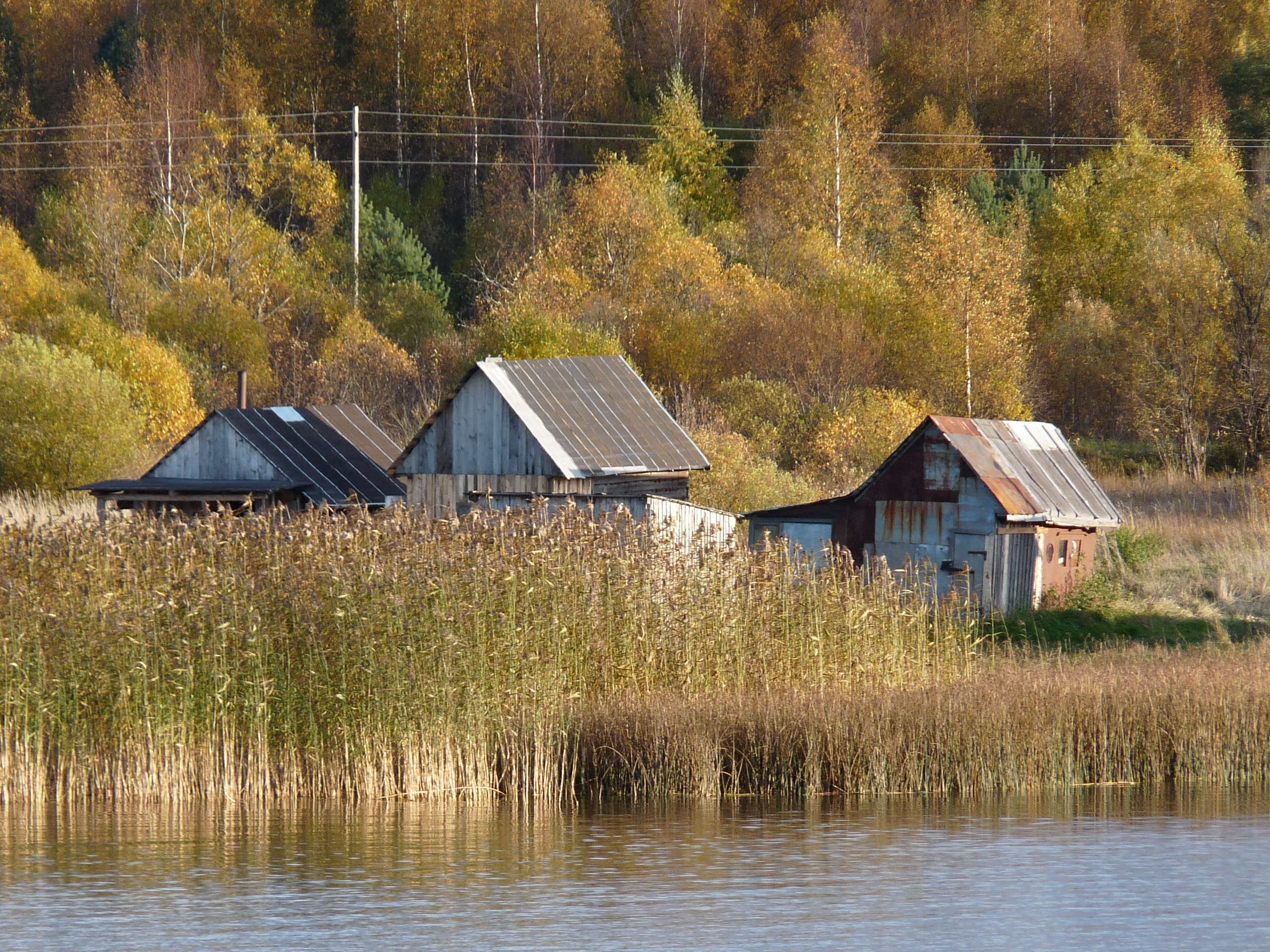
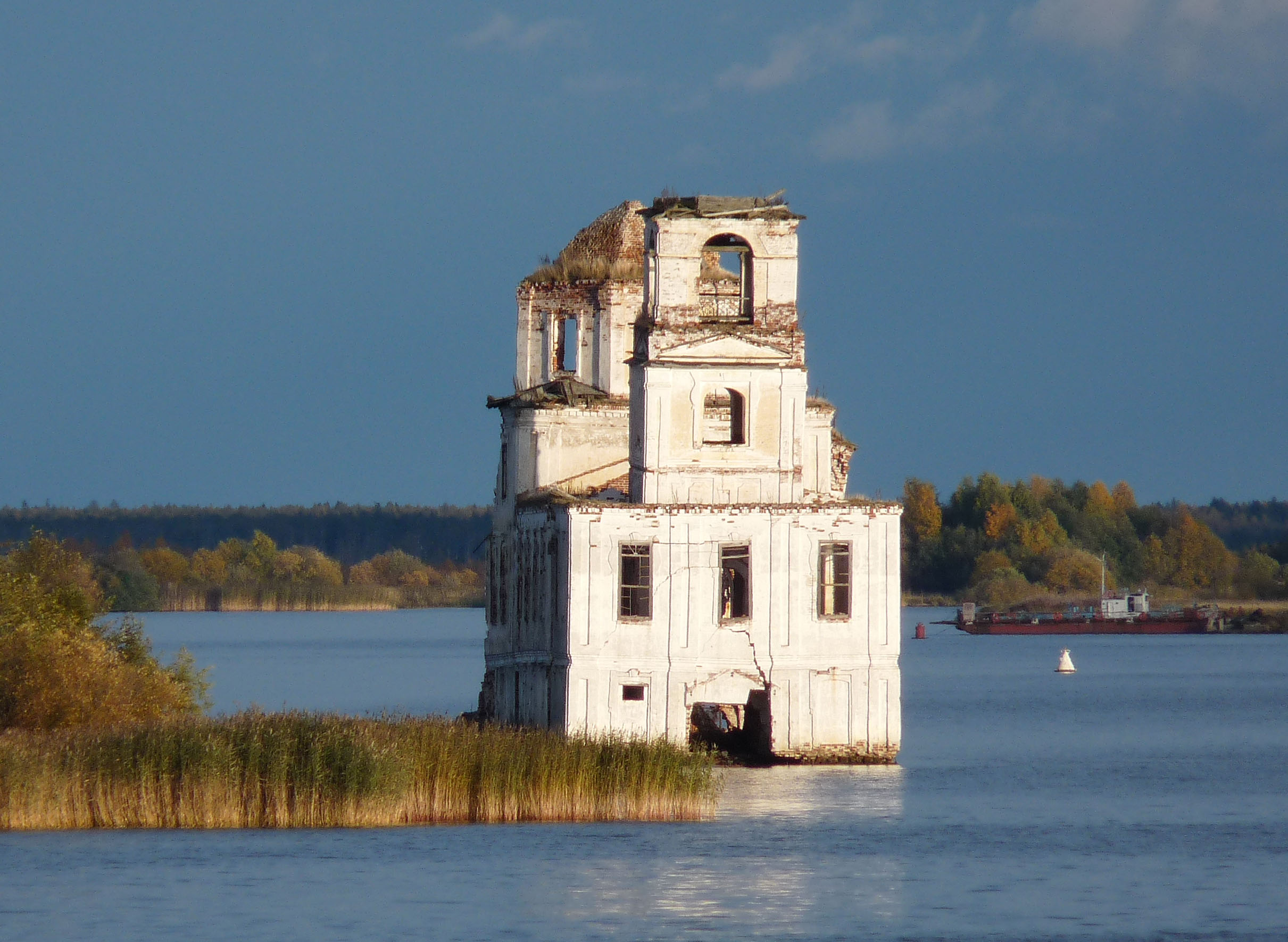
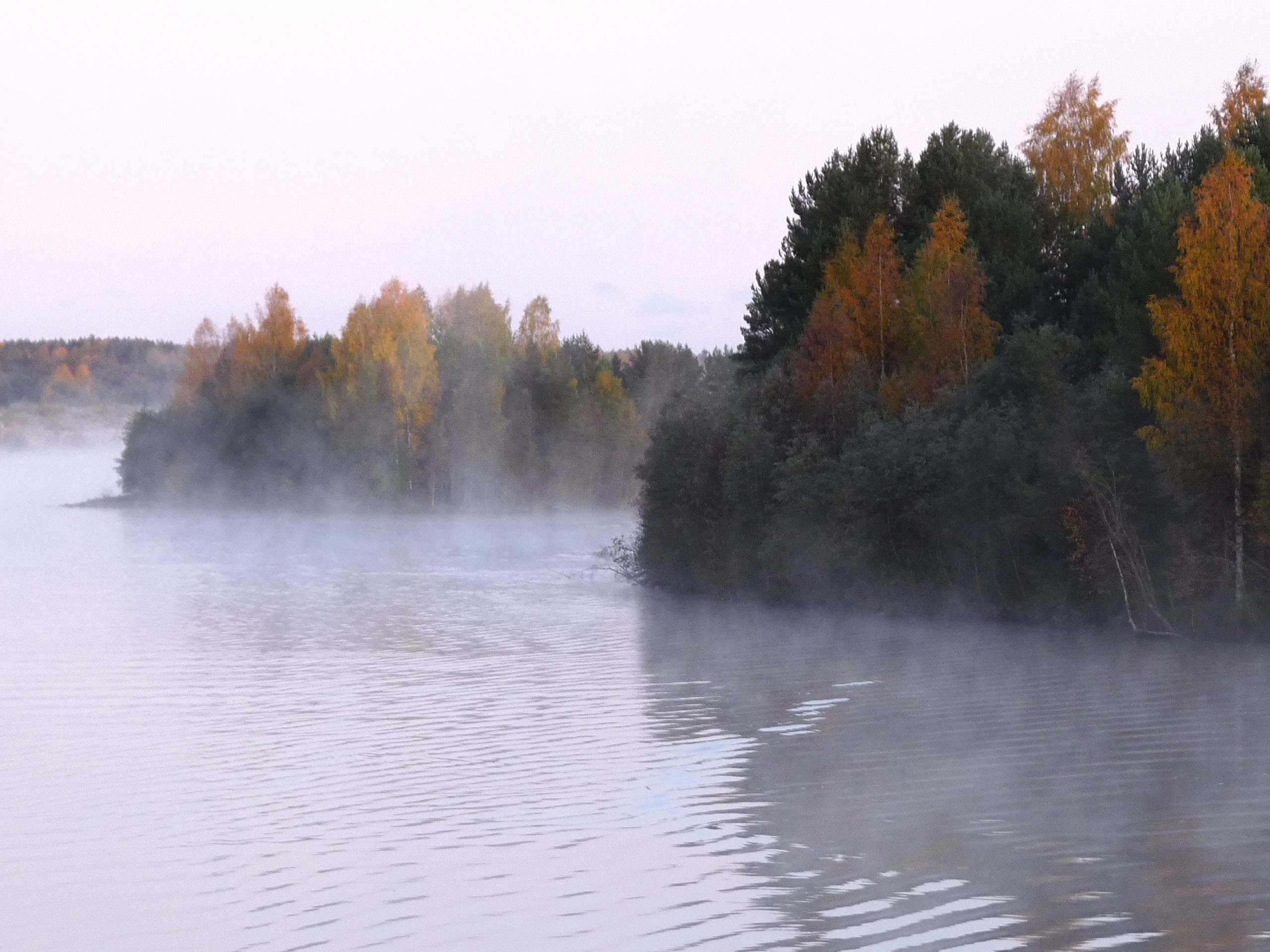
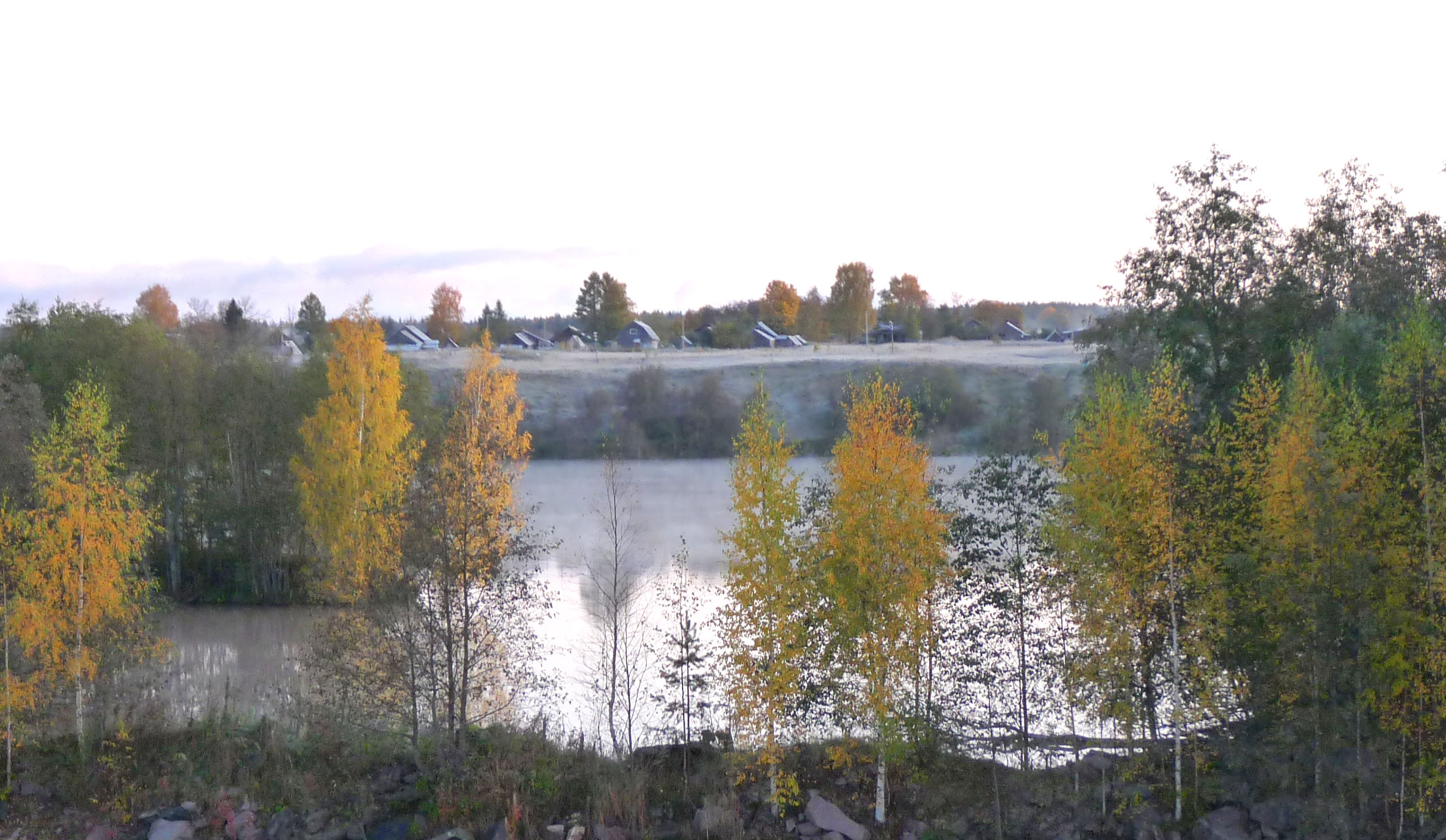
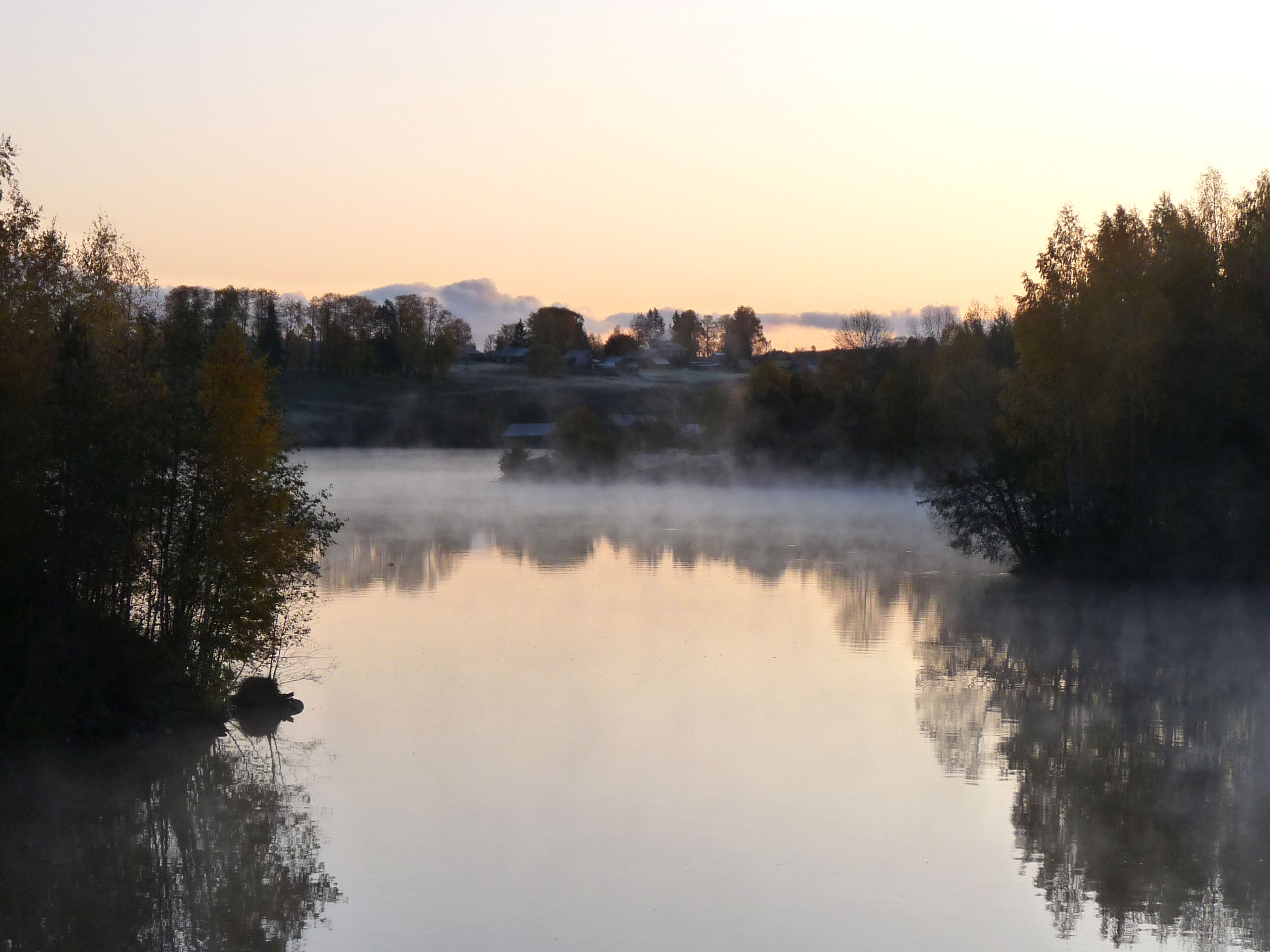